# Ordem de Santo André
A Ordem do Apóstolo Santo André, o Primeiro Chamado (em russo: Орден Святого апостола Андрея Первозванного; romaniz.: Orden Svyatogo apostola Andreya Pervozvannogo) é uma condecoração russa de altíssimo prestígio, criada pelo imperador Pedro I, o Grande, em 30 de agosto de 1698. Destinava-se a homenagear generais experientes, estadistas de destaque e personalidades notáveis pelos serviços prestados ao Estado e à pátria. Foi a primeira e mais elevada ordem  do Tsarado e do Império Russo entre 1698 e 1917.
Após a Revolução de Outubro, foi abolida por Lenin. No entanto, foi restaurada em 1 de julho de 1998, por meio do decreto presidencial nº 757, como a mais alta condecoração da Federação Russa. Sua celebração ocorre em 13 de dezembro (30 de novembro no calendário juliano).

## História
A Ordem foi criada em 30 de agosto de 1698 pelo tsar Pedro I da Rússia, segundo um dos registros disponíveis. Na literatura moderna, aparece com frequência a data de 30 de novembro como a de instituição da ordem, mas na realidade esse é o dia da memória de Santo André, o Primeiro Chamado, segundo o calendário juliano. Santo André, discípulo de Jesus Cristo, segundo a tradição eclesiástica, teria difundido o cristianismo na região que viria a se tornar a Rússia e é considerado seu padroeiro. Ele foi martirizado por volta do ano 70 d.C., na Grécia, em uma cruz diagonal (cruz de Santo André), que inspirou o formato da insígnia da ordem.
A ordem foi criada em homenagem a Santo André, padroeiro da Rússia, e era concedida em classe única, exclusivamente por méritos civis ou militares excepcionais. Pedro I, recém-chegado da Grande Embaixada, uma missão diplomática que o levou a vários países europeus, teria desejado introduzir em seu império uma ordem similar às que conheceu no Ocidente. Em suas viagens, testemunhou cerimônias da Ordem da Jarreteira, na Inglaterra, e da Ordem do Tosão de Ouro, na Áustria, observando a lealdade e o orgulho demonstrado pelos agraciados. Antes disso, os serviços ao Estado Russo eram geralmente recompensados com dinheiro ou vastas propriedades.
Apesar de a ordem ter começado a ser concedida, não havia um estatuto oficial aprovado. Há registros de um projeto de estatuto datado de 1720, seguido por outro em 1744, com diferenças entre si, mas foi apenas em 1797, sob o imperador Paulo I, que o estatuto foi oficialmente aprovado e publicado pela primeira vez.
O primeiro agraciado com a Ordem foi Fiódor Golóvin, colaborador de Pedro I, em 20 de março de 1699. O fato foi registrado por Johann-Georg Korb, secretário da embaixada austríaca, que ouviu do próprio Golóvin uma explicação sobre o conteúdo do estatuto da Ordem de Santo André. No entanto, esse projeto original elaborado por Pedro I não chegou aos dias atuais. Pelos critérios observados nas concessões, a ordem era entregue por serviços notáveis ao Estado Russo, incluindo tanto feitos militares quanto distinções civis.
Do projeto do estatuto da ordem, elaborado por Pedro I em 1720:
| “ | …em recompensa e premiação, uns pela lealdade, coragem e diversos méritos prestados a nós e à pátria, e outros para estimular todas as nobres e heroicas virtudes; pois nada tanto incentiva e inflama o orgulho e a ambição humana quanto sinais visíveis e recompensas evidentes pela virtude… | ” |

Inicialmente, a estrela octogonal da ordem não era metálica, mas bordada ("A estrela octogonal da ordem deve ser costurada no casaco e na capa, com um campo dourado no centro, onde há uma cruz prateada"). Era entregue apenas o símbolo da ordem. Historicamente, o termo ordem indicava uma organização cujos membros usavam sinais de pertencimento. Embora historiadores afirmem que as estrelas começaram a ser feitas de prata apenas no início do século XIX, durante o reinado de Alexandre I, no retrato  de Pedro I a estrela não parece ser de tecido. Da descrição do símbolo da ordem antes do reinado de Paulo I:
| “ | O símbolo da ordem tem dois lados: o frontal representa a imagem de Santo André pendurado na chamada cruz de Santo André, representada por uma figura alongada em forma de cruz diagonal, na qual o santo apóstolo foi crucificado... No verso está representada a águia bicéfala com três coroas douradas, destacada com sombras douradas e azuladas nas asas... Essa cruz deve ser de ouro com diamantes, esmaltada, adornada com uma coroa de diamantes no valor aproximado de 85 rublos, pendurada por ganchos em alças feitas de ouro maciço. Os anjos que seguram a coroa acima devem ser bordados em prata, a coroa em ouro, e as palavras 'Pela fé e lealdade' servem como inscrição ou lema. No entanto, o cavaleiro pode fornecer alguns diamantes e outras pedras preciosas ao tesoureiro para o uso na cruz e decorá-la conforme sua vontade. | ” |

Segundo o estatuto, os cavaleiros da Ordem deveriam possuir título de nobreza ou posto militar não inferior ao de general. Também se exigia que tivessem considerável fortuna, a fim de "sustentar a importância desse acontecimento". Ao mesmo tempo, não mais que 12 russos podiam ser cavaleiros da ordem simultaneamente. O número total de agraciados (russos e estrangeiros) não deveria ultrapassar 24 pessoas.

De acordo com a Tabela de Patentes, instituída por Pedro I em 1722, o agraciado com a ordem recebia automaticamente o posto militar de 3ª classe (equivalente ao de tenente-general), caso ainda não possuísse esse posto ou um superior. Até 1797, ano da ascensão de Paulo I ao trono, ou seja, em quase cem anos, a Ordem do Apóstolo Santo André, o Primeiro Chamado, foi concedida a 231 pessoas.

Regras de uso da Ordem de Santo André, o Primeiro Chamado. À esquerda, a versão para ocasiões solenes, assim como para uso sob a manta cerimonial.

Durante o reinado de Paulo I, passou a ser proibido adornar a insígnia da ordem com pedras preciosas segundo o gosto pessoal. Em 16 de abril (5 no calendário juliano) de 1797, o imperador Paulo I assinou um decreto especial, que se tornou o primeiro estatuto oficial do título de cavaleiro da Ordem Imperial do Apóstolo Santo André, o Primeiro Chamado.
Paulo I foi também o primeiro a conceder a ordem a membros do clero. Ele estabeleceu por lei que todos os infantes do sexo masculino da família imperial, os grão-duques, receberiam a Ordem de Santo André por ocasião do batismo, enquanto os príncipes do sangue imperial a receberiam ao atingir a maioridade.
Assim como nas demais ordens russas da época, exceto a Ordem de São Jorge, o recebimento da Ordem de Santo André, o Primeiro Chamado, exigia o pagamento de uma taxa por parte do agraciado. Na metade do século XIX, esse valor era de 500 rublos, pagos ao Capítulo das Ordens Imperiais e Reais da Rússia. Os recursos arrecadados eram destinados a doze pensões pagas aos cavaleiros, conforme a ordem de concessão, e também a ações de caridade, a ordem mantinha tutela sobre as casas de educação de São Petersburgo e Moscou.

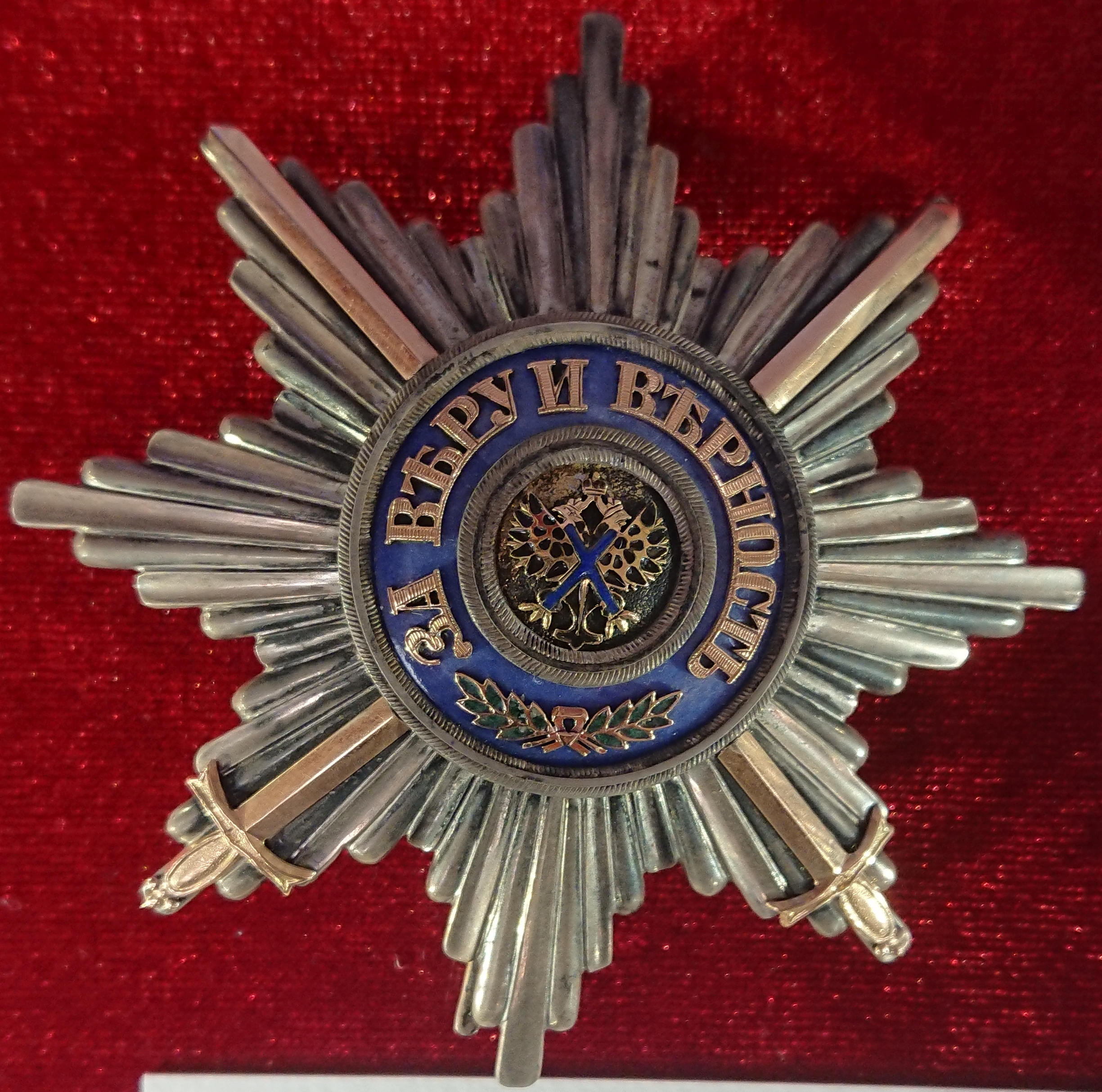
Estrela da Ordem de Santo André com espadas

A partir de 1855, os símbolos da ordem recebidos por feitos militares passaram a incluir dois sabres dourados cruzados, posicionados sobre a cruz e, na estrela, ao centro.
Em 17 de junho de 1856, foi acrescentada uma fita de esmalte azul entre a coroa superior e a águia bicéfala no desenho da insígnia. Essa forma permaneceu em uso até 1917.
A igreja capitular da ordem, desde 1732, era a Catedral de Santo André em São Petersburgo.
Durante toda a existência da ordem, estima-se que entre 900 e 1100 pessoas tenham sido agraciadas, segundo diferentes fontes. Em 1917, com a Revolução Russa, as condecorações foram suspensas no território soviético.
A ordem foi preservada no exílio pela Casa dos Romanov como uma condecoração dinástica.

## Estatuto

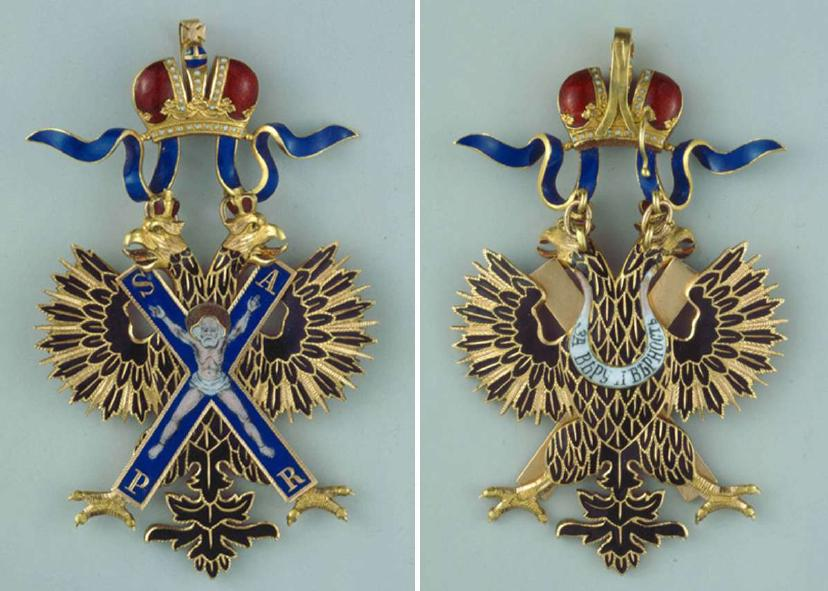
Insígnia em forma de cruz da Ordem de Santo André. Anverso (à esquerda) e reverso da insígnia

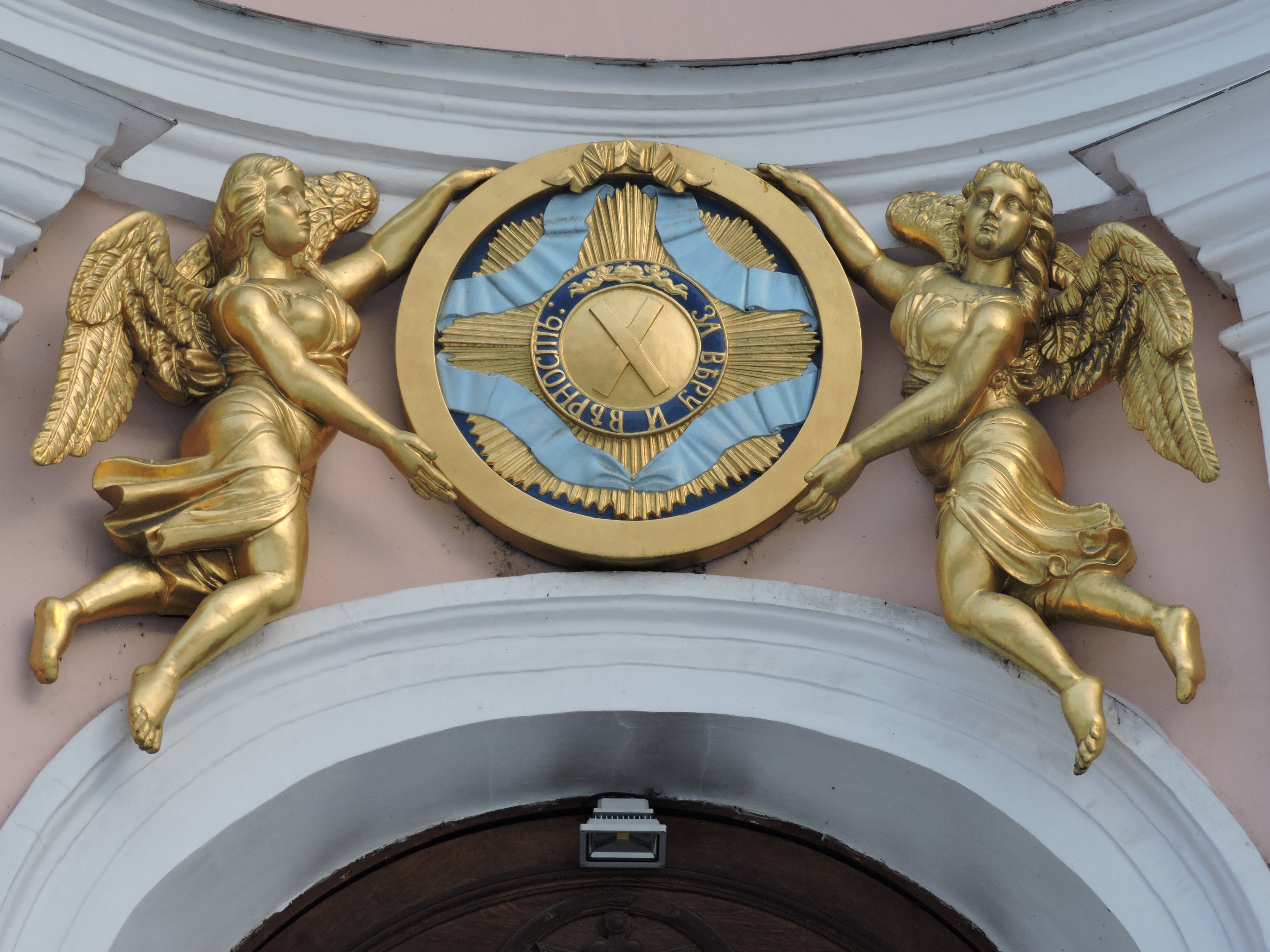
Anjos segurando os símbolos da Ordem de Santo André, sobre a entrada da Catedral de Santo André em São Petersburgo

Trechos do estatuto da ordem de 1892:
| “ | * Nenhum mérito específico é definido por lei para a concessão desta ordem, e sua outorga depende exclusivamente da atenção pessoal do monarca ao serviço e às distinções dos altos funcionários do Estado. Possui apenas um grau. É composta por uma cruz, uma estrela prateada e uma faixa azul celeste passada sobre o ombro direito. Nas extremidades da cruz de Santo André estão inscritas quatro letras latinas: “S.A.P.R.”, que significam “Santo André — Padroeiro da Rússia”. - Todos os cavaleiros da ordem são considerados pertencentes à 3ª classe dos cargos estatais, ou seja, equivalentes ao posto de general de divisão, mesmo que ocupem, na prática, posições inferiores. - Doze cavaleiros da Ordem de Santo André, incluindo três eclesiásticos, recebiam pensões anuais: os três mais antigos recebiam 1000 rublos e os demais, 800 rublos. O valor dessas pensões era o mesmo atribuído aos cavaleiros da 1ª classe da Ordem de São Jorge. | ” |

Em 1798, também foi aprovado o traje oficial dos cavaleiros da ordem. Consistia em uma capa de veludo verde, forrada com tecido branco, com gola de brocado de prata, adornada com cordões e franjas também prateadas. No lado esquerdo da capa havia uma estrela da ordem bordada. A roupa sob a capa era feita de brocado branco com adornos dourados e um grande crucifixo no peito feito do mesmo material. As calças eram de caxemira, as meias de seda branca, o chapéu de veludo preto com penas brancas e vermelhas e um crucifixo de Santo André feito de fita azul celeste.
Os cavaleiros da ordem tornavam-se automaticamente cavaleiros das ordens inferiores do Império Russo:
Trechos do estatuto da ordem de 1892:
| “ | 235. O agraciado com a Ordem do Apóstolo Santo André, o Primeiro Chamado, mesmo que anteriormente não possuísse nenhuma outra ordem russa, por essa única concessão deve ser igualmente considerado cavaleiro das quatro ordens russas inferiores: a de Santo Alexandre Nevsky, a da Águia Branca, a de Santa Ana de primeira classe e a de Santo Estanislau de primeira classe, cujas insígnias são entregues a ele juntamente com as da Ordem do Santo Apóstolo André, o Primeiro Chamado. 14 de agosto de 1804 (nº 21 423 a); 13 de dezembro de 1831 (nº 5013); 11 de junho de 1865 (nº 42 184). Nota. Esse direito (art. 235), em relação às ordens da Águia Branca e de São Estanislau, aplica-se apenas aos cavaleiros que foram agraciados com a Ordem de Santo André após a incorporação das ordens da Águia Branca e de São Estanislau ao sistema de ordens russas. 13 de dezembro de 1831 (nº 5013); 11 de junho de 1865 (nº 42 184). | ” |

## Descrição
- Emblema: uma águia negra de cabeça dupla esmaltada e coroadas levando a cruz azul de Santo André (Sautor) com Santo André nela crucificado. Sobre o brasão do sautor estão as letras 'SAPR' ('Santo André, Padroeiro da Rússia'). É usada em uma faixa de um azul pálido sobre o ombro direito ou em ocasiões especiais sobre um elaborado 'colar' (corrente).

- Estrela: uma estrela de prata de oito pontas sobre a miniatura do do emblema em um fundo dourado no centro, cercado pelo lema "Pela Fé e Lealdade" (em russo: Za Veru i Vernost) em um anel azul. É usado no lado esquerdo do peito.

## Cavaleiros (lista parcial)
O primeiro cavaleiro da ordem foi o diplomata Fiódor Golóvin, em 1699. O segundo foi o hetman Ivan Mazepa, que a recebeu das mãos de Pedro I em 1700, mas foi destituído da condecoração em 1708. O terceiro cavaleiro, e o primeiro entre os súditos estrangeiros, foi em 1701 o embaixador da Prússia na Rússia, Ludwig von Printzen. O quarto cavaleiro foi Boris Sheremétiev, agraciado em 10 de janeiro de 1702 (30 de dezembro de 1701 no calendário juliano) por sua vitória sobre os suecos em Erastfer. O quinto cavaleiro foi, em 1703, o chanceler saxão conde Beichling (Beichlingen).
O próprio Pedro I recebeu essa distinção apenas como o sexto, em 1703, por um feito militar específico — a captura de dois navios de guerra suecos na foz do rio Neva. Pelo mesmo feito foi também agraciado seu aliado Aleksandr Menchikov.
Ao todo, sob o reinado de Pedro I, 38 pessoas receberam a ordem, incluindo quatro por bravura na Batalha de Poltava. Durante o reinado de Catarina I, foram 18 agraciados; sob Pedro II, 5; sob Anna Ivanovna, 24; sob Isabel Petrovna, 83; sob Pedro III, 15; e sob Catarina II, 100 pessoas.
Durante o reinado de Pedro I, a condecoração foi concedida secretamente a Constantin Brâncoveanu, governante da Valáquia, por sua simpatia à Rússia, ele não foi incluído nas listas oficiais de agraciados.
Entre os cavaleiros da Ordem de Santo André estavam os generais Piotr Rumiantsev-Zadunaiski e Aleksandr Suvorov (que recebeu a ordem em 9 de novembro de 1787 pela Batalha de Kinburn; em 1789, pela Batalha de Rymnik, foi agraciado com insígnias adornadas com diamantes), além dos estadistas Fiódor Apraksin e Grigori Potemkin.
Em 1796, a ordem foi concedida ao representante do clero Gavriil. Em 1800, o agraciado foi Mikhail Kutuzov. Em 1807, por ocasião da ratificação do Tratado de Tilsit, receberam a ordem Napoleão Bonaparte, seu irmão Jerónimo Bonaparte, os marechais Berthier e Murat, e o príncipe Talleyrand. O rei da Suécia, Gustavo IV Adolfo, ao saber da concessão da ordem a Napoleão, devolveu sua própria condecoração da Ordem de Santo André em sinal de protesto. Em 1809, foi agraciado Piotr Bagration. Pela Guerra Patriótica de 1812, o único condecorado foi o general Aleksandr Tormasov, por bravura na Batalha de Krasny.

As condecorações seguintes ocorreram por distinções nas campanhas externas do exército russo entre 1813 e 1814, a saber: Fabian Osten-Sacken (pela batalha contra Napoleão em Brienne-le-Château e La Rothière), Mikhail Miloradovich (pela atuação em Leipzig), Mikhail Barclay de Tolly, Peter Wittgenstein (por bravura em Lützen), Matvei Platov, Alexandre Langeron (após a tomada de Paris). Em 1815, a ordem foi concedida ao famoso comandante inglês, o duque de Wellington. O último cavaleiro da ordem por direito de nascimento foi o príncipe de sangue imperial Roman Petrovich (1896–1978).

Galeria de retratos
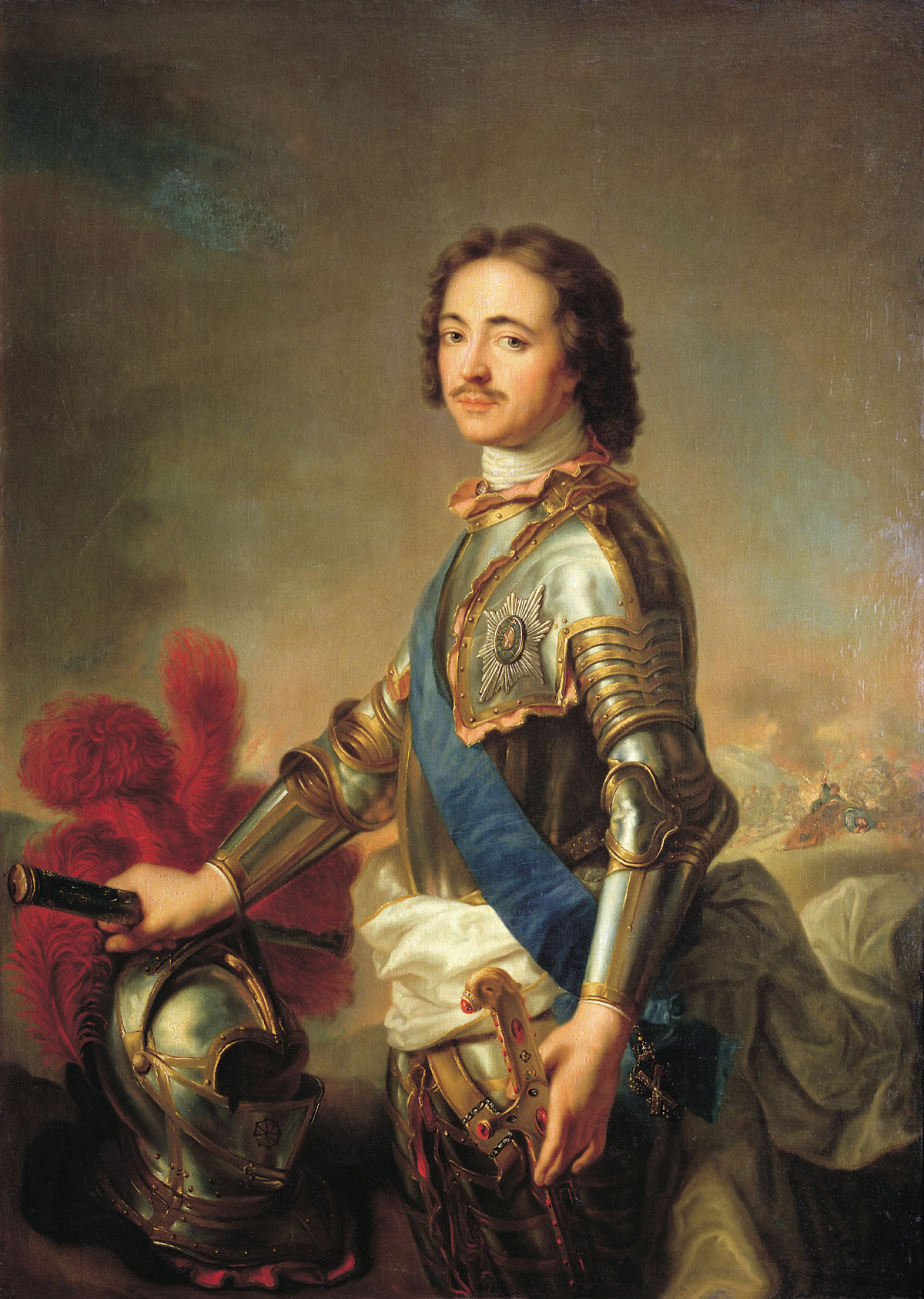
Tsar Pedro I com a insígnia da Ordem de Santo André, na faixa azul de Santo André e a estrela no peito.
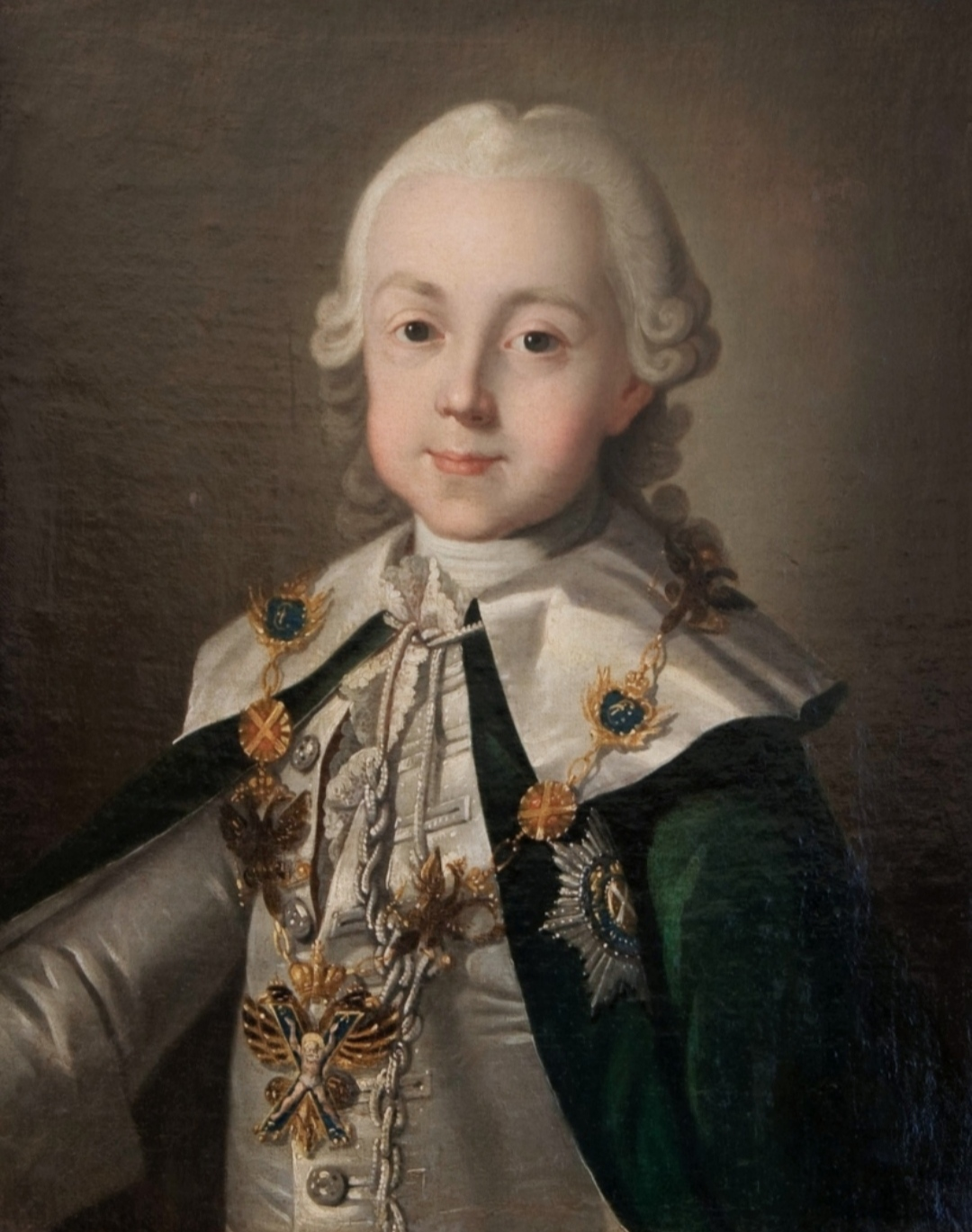
Retrato de Paulo I com o traje de cavaleiro e as insígnias da ordem
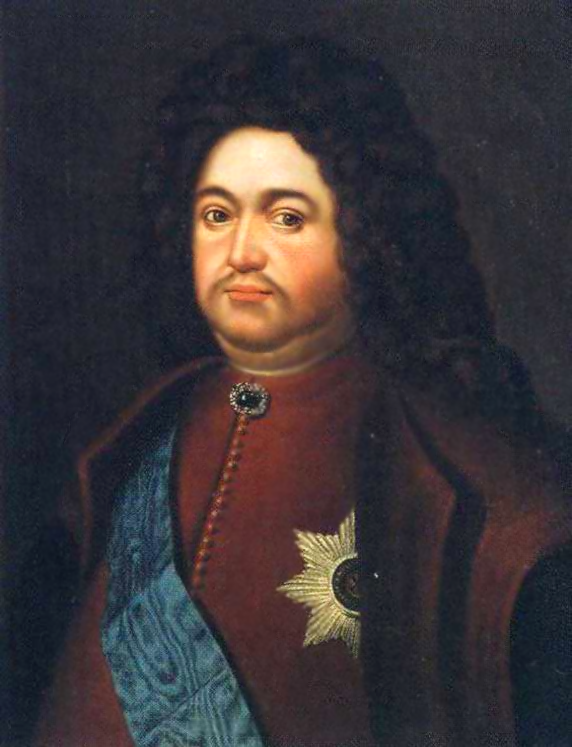
Conde Fiódor Golóvin com a insígnia da Ordem de Santo André, na faixa azul de Santo André e a estrela no peito.
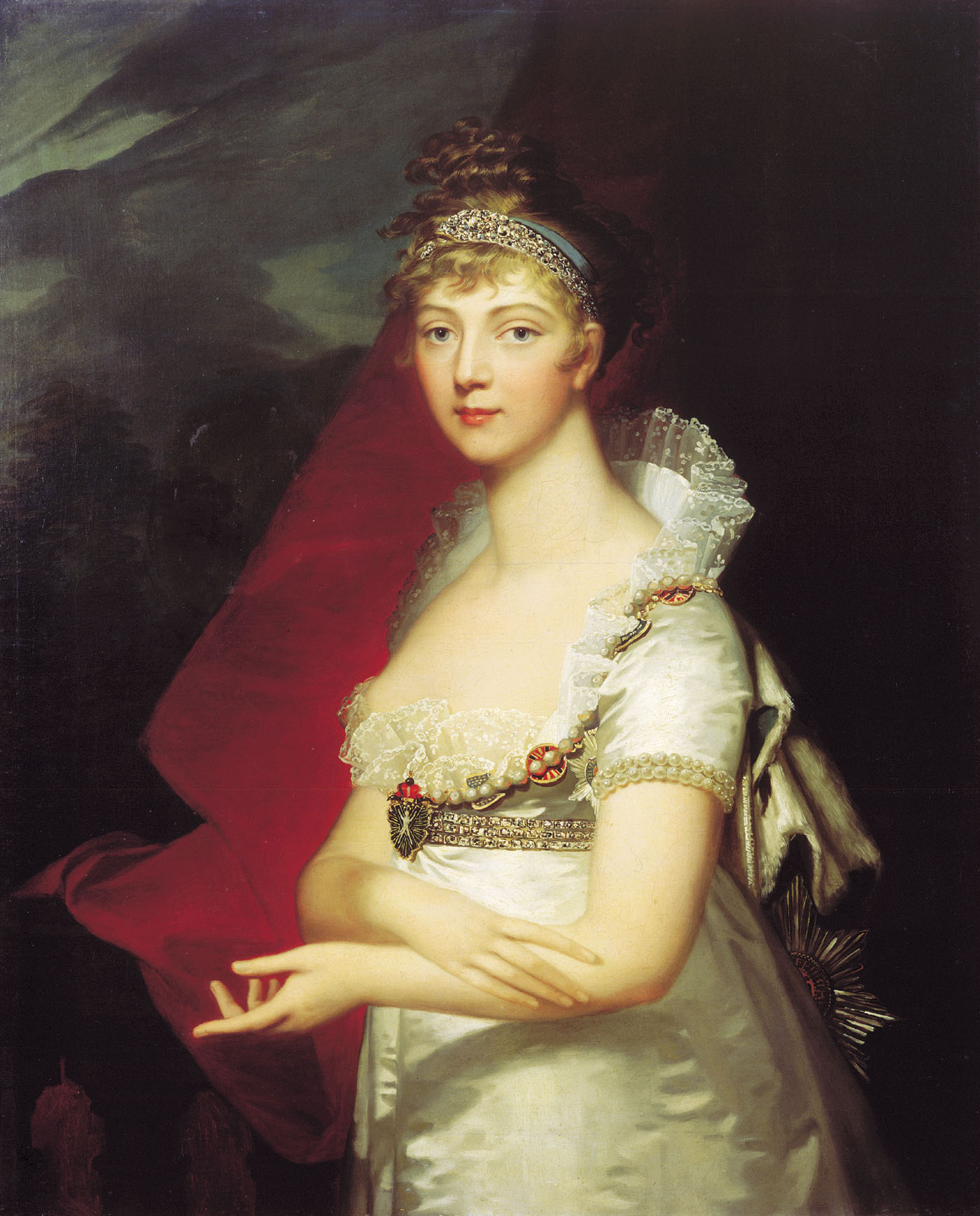
Retrato de Isabel Alekseevna, esposa de Alexandre I, com a insígnia da Ordem de Santo André, na corrente da ordem.
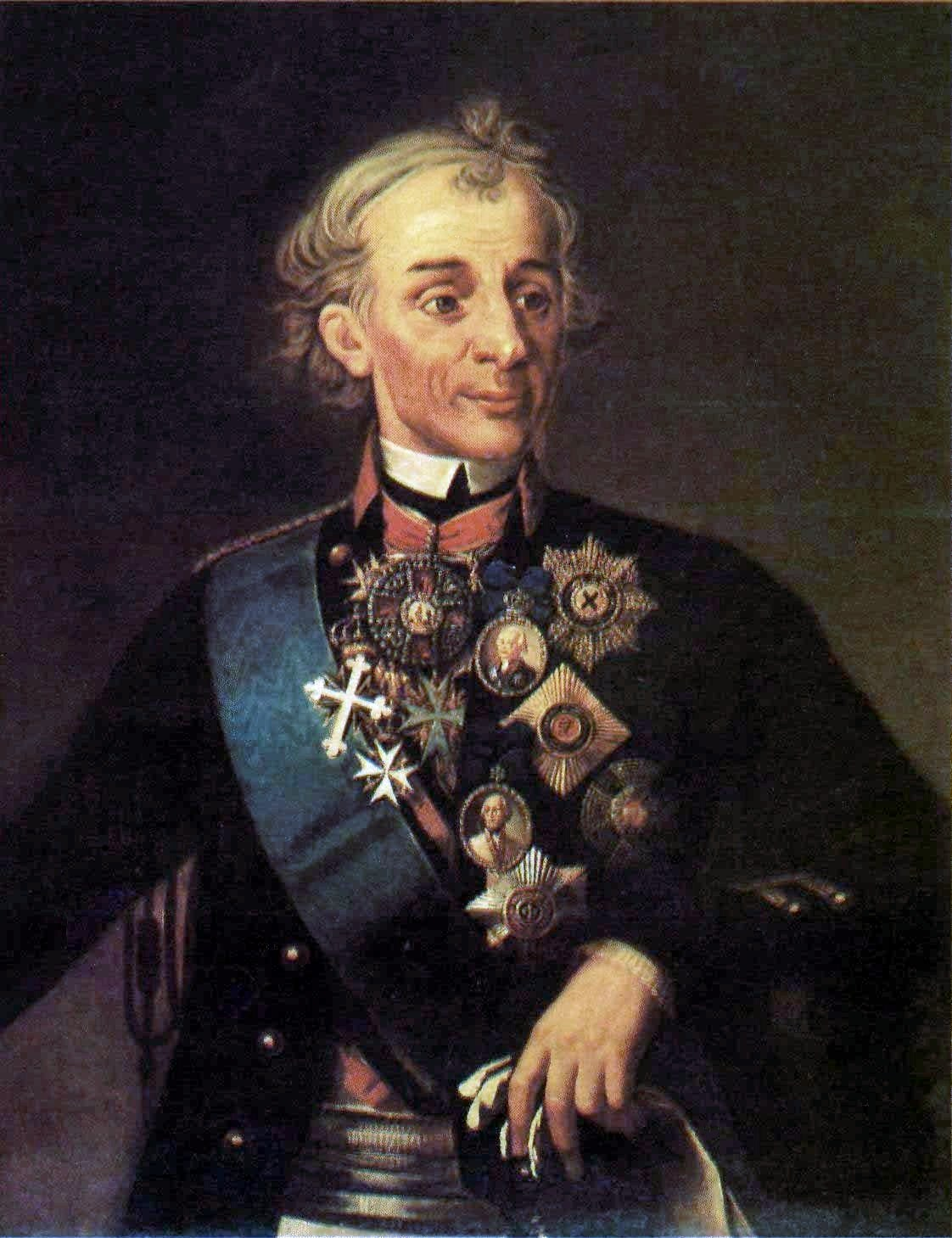
Retrato de Aleksandr Suvorov com a faixa azul de Santo André e a estrela da Ordem de Santo André, acima das demais ordens.
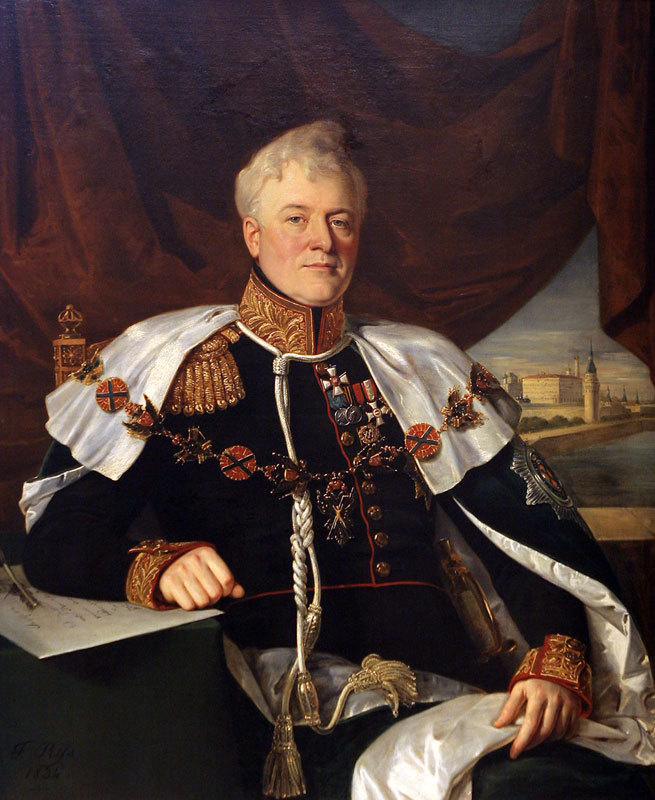
Dmitri Golitsyn com o traje da ordem e com a insígnia da Ordem de Santo André, com diamantes na corrente da ordem e a estrela bordada na capa.
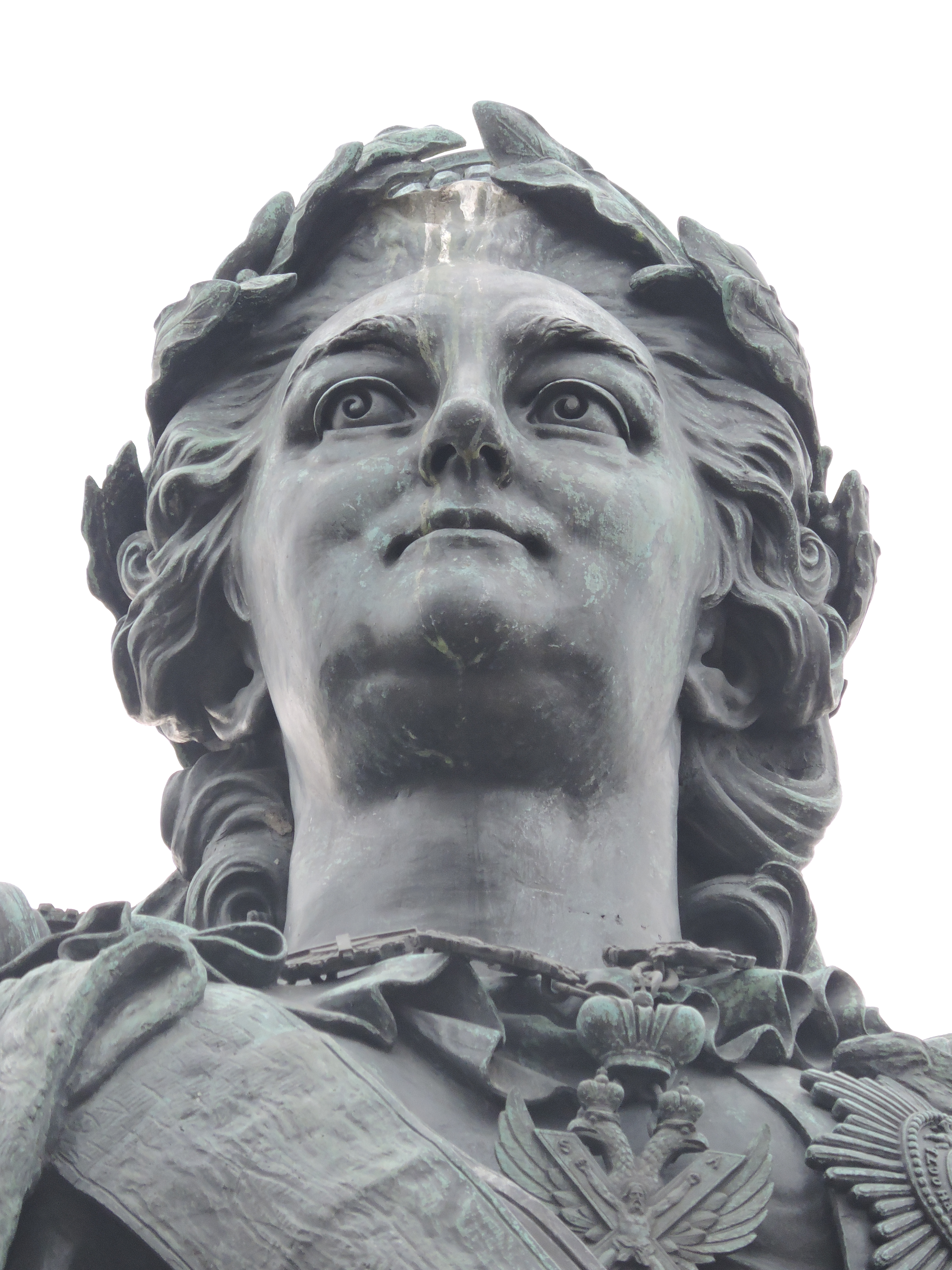
Fragmento do monumento a Catarina II em São Petersburgo. São visíveis a faixa da ordem e a insígnia da Ordem de Santo André.
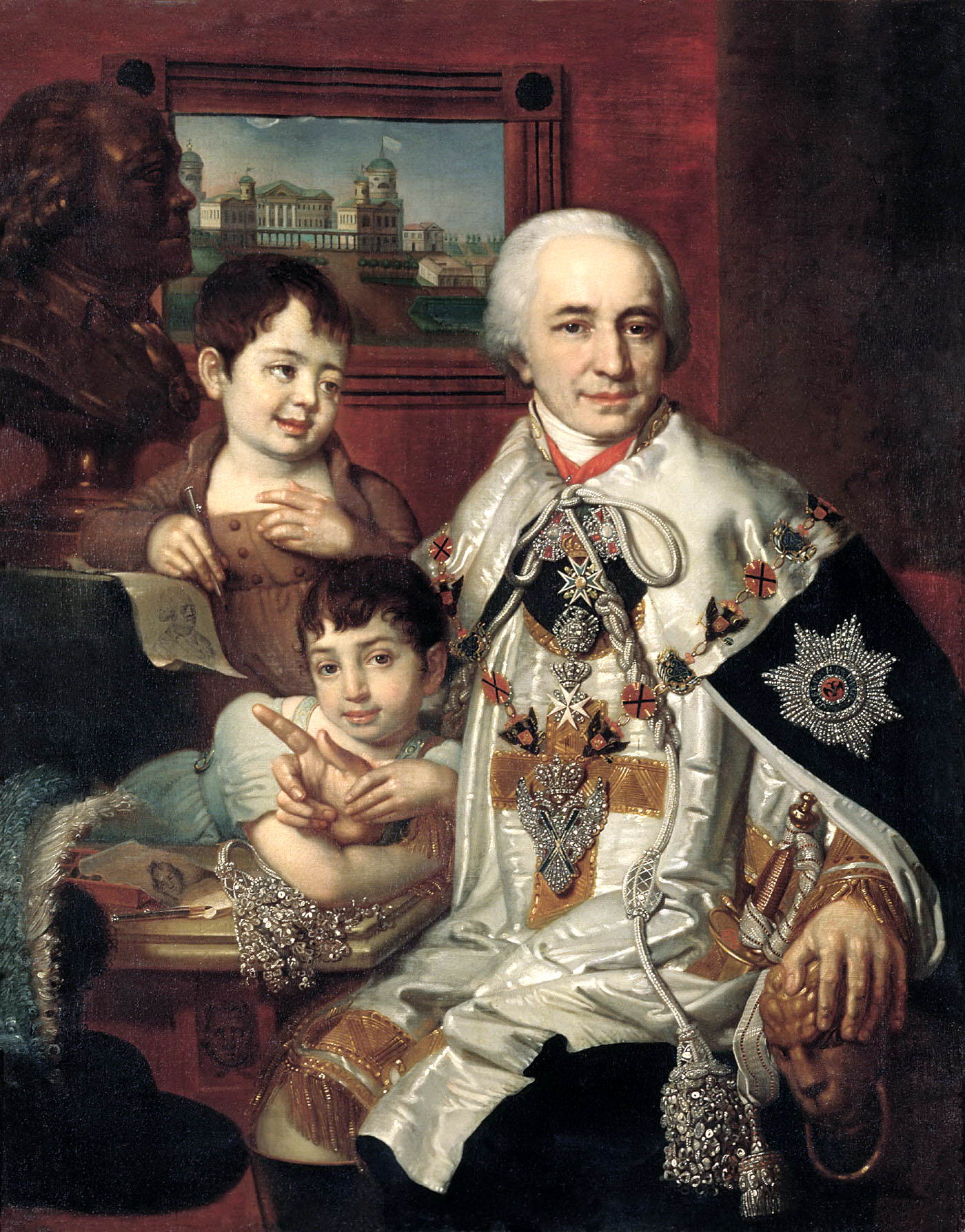
Retrato do conde Grigori Kushelev com o traje da ordem e a insígnia da Ordem de Santo André, o Primeiro Chamado, com diamantes na corrente da ordem

## Federação Russa

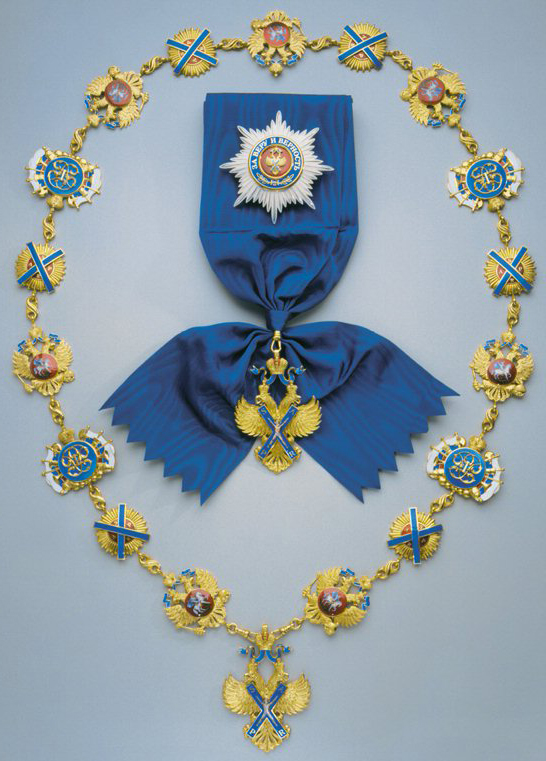
Ordem de Santo André o Apóstolo moderna.

Uma ordem com o mesmo nome, mas com estatutos e insígnias diferentes, foi restabelecida de forma não oficial pela Igreja Ortodoxa Russa em 27 de dezembro de 1988. A Ordem foi oficialmente reinstituída como a mais alta condecoração civil e militar da Federação Russa pelo decreto presidencial nº 757 de 1 de julho de 1998, assinado por Boris Iéltsin. Os critérios de premiação foram modificados posteriormente pelo decreto presidencial nº 1099, de 7 de setembro de 2010. O primeiro agraciado da ordem restaurada foi o acadêmico Dmitri Likhachov, “por sua destacada contribuição ao desenvolvimento da cultura nacional”.
Em junho de 2008, em um leilão da Sotheby’s, uma estrela de diamantes da Ordem de Santo André, fabricada por volta de 1800, foi vendida por 2.729.250 libras esterlinas, estabelecendo um recorde absoluto não apenas entre as condecorações russas, mas entre todas as ordens conhecidas. No mesmo leilão, um conjunto completo da ordem, composto pela insígnia e a estrela de prata, produzido entre 1908 e 1917, foi arrematado por 1.721.250 libras esterlinas.
O costume de amarrar uma fita azul em meninos recém-nascidos e uma fita vermelha em meninas tem origem no decreto de Paulo I, que determinava a concessão automática da Ordem de Santo André a cada grão-duque ao nascer, por ocasião do batismo, e da Ordem de Santa Catarina a cada grã-duquesa ao atingir a maioridade.

### Descrição

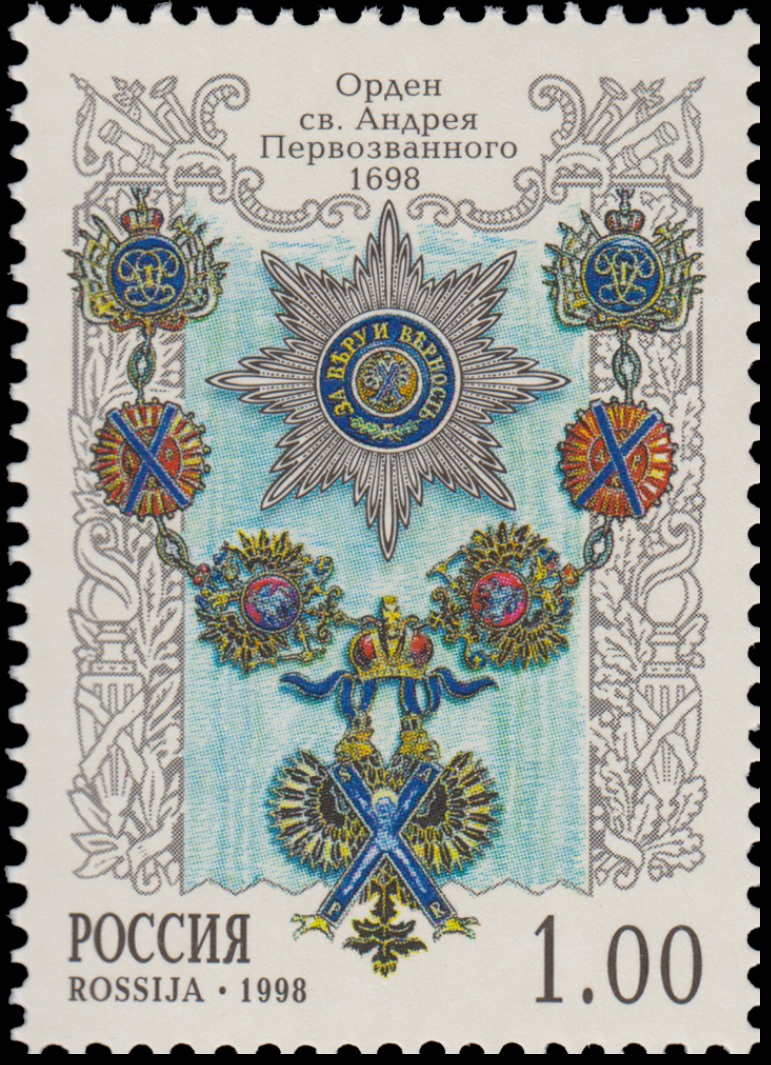
A ordem restaurada em selo postal da Rússia de 1998

O desenho da Ordem de Santo André moderna apresenta pequenas mudanças em relação do desenho da ordem imperial.
- um emblema (águia de cabeça dupla) unida à uma corrente (colar), que deve ser usado no pescoço em situações especiais ou em situações mais comuns em uma faixa azul usado por cima do ombro direito
- uma estrela usada no lado esquerdo do peito

A cor da faixa difere da cor utilizada na época imperial, assemelhando-se à faixa da Ordem da Jarreteira. Membros da divisão militar da Ordem possuem espadas cruzadas adicionados abaixo da coroa acima das cabeças das duas águias'. No verso da águia em uma fita branca o lema da Ordem aparece inscrito em letras de ouro: “Pela fé e lealdade’” (За веру и верность; Za veru i vernost').